# 戈斯 (密西西比州)
戈斯（英語：Goss），又名普林（Prine）或羅傑斯（Rogers），是位於美國密西西比州馬里昂縣的非建制地區。

## 歷史
戈斯的郵局於1891年設立，其後於1956年停運。當地於1900年時有人口28人。

## 地理
戈斯所處的海拔為高於海平面59米（即194英呎），而該地所採用的時區為UTC-6，即北美中部時區（CST）。同時該地設有夏令時間，為UTC-6調快一小時，即UTC-5（CDT）。